# Hushållsnära tjänster
Hushållsnära tjänster är en modern svensk beteckning på tjänster som utförs i privathem. Till hushållsnära tjänster räknas arbete som utförs i eller i anslutning till bostaden, som till exempel städning, fönsterputs, dammsugning, strykning, barnpassning och trädgårdssysslor. Reparationer och underhåll är således exkluderade.
En skattereform, så kallat RUT-avdrag, införd av den borgerliga regeringen Reinfeldt den 1 juli 2007 innebär att privatpersoner kan ansöka om skattereduktion för hushållsnära tjänster, som de köpt till ett maxbelopp av 50 000 kronor per person och år, och få ett avdrag på 50 procent av kostnaden. Tjänsten måste utföras av ett företag med F-skattbevis. Ansökan om skattereduktion ska skickas till Skatteverket senast den 1 februari året efter att arbetet utförts.
I samband med införandet av denna skattereform har en stor mängd företag relaterade till hushållsnära tjänster etablerats på den svenska marknaden. Förutom firmor som erbjuder exempelvis städning och hjälp med trädgårdssysslor har även en bransch av företag som förmedlar sådana tjänster mellan leverantörer och kunder uppstått.
År 1994 infördes "statstilskud til hjemmeservice" i Danmark efter tre års debatt samt några år senare även i Finland och Norge; skillnaden mot Sverige var dock att i dessa tre länder kom frågan från socialdemokratiskt håll.